# Nationaal Park Govĭ Gurvan Sajhan
Het Nationaal Park Govĭ Gurvan Sajhan (Mongools: Говь гурван сайханы байгалийн цогцолбор газар) is een nationaal park gelegen in de ajmag Ömnögovĭ in het zuiden van Mongolië. De naamgeving van het nationaal park, "drie mooie bergketens", is afgeleid van drie in het gebied aanwezige bergketens. De oprichting tot nationaal park vond plaats op 12 november 1993 per resolutie van de regering van Mongolië. In 2000 werd het gebied uitgebreid tot zijn huidige grootte van 26.971,71 km². De afstand tussen het westen en oosten van het nationaal park bedraagt 380 km. De afstand tussen het noorden en zuiden bedraagt ca. 80 km. Op het terrein van het nationaal park leven zeker 1.100 families van nomadische veetelers. Delen van het reservaat zijn strikt beschermd en niet toegankelijk voor toeristen. Andere delen zijn wel opengesteld.

## Fauna
Nationaal Park Govĭ Gurvan Sajhan bestaat uit geërodeerde landschappen met kloven en ravijnen, zandduinen, droge valleien, oases, gebergten en ijzige kloven. Ondanks de barre omstandigheden in het reservaat biedt het veel leefruimte voor zeldzame dieren. Er zijn maar liefst 52 zoogdieren vastgesteld, waaronder de zeldzame sneeuwluipaard (Panthera uncia), Euraziatische lynx (Lynx lynx), argali (Ovis ammon), wilde kameel (Camelus ferus), Mongoolse wilde ezel (Equus hemionus hemionus) en Mongoolse gazelle (Procapra gutturosa). Andere zoogdieren die in het nationaal park leven zijn bijvoorbeeld de Siberische steenbok (Capra sibirica), Mongoolse kropgazelle (Gazella subgutturosa hilleriana), gevlekte bunzing (Vormela peregusna), steenmarter (Martes foina), manoel (Otocolobus manul), vijfteendwergspringmuis (Cardiocranius paradoxus) en koslowdwergspringmuis (Salpingotus crassicauda). Ook zijn er 246 vogelsoorten vastgesteld, waaronder het altaiberghoen (Tetraogallus altaicus), lammergier (Gypaetus barbatus), monniksgier (Aegypius monachus), sakervalk (Falco cherrug), Mongoolse woestijnvink (Bucanetes mongolicus) en oostelijke kraagtrap (Chlamydotis macqueenii).

## Afbeeldingen

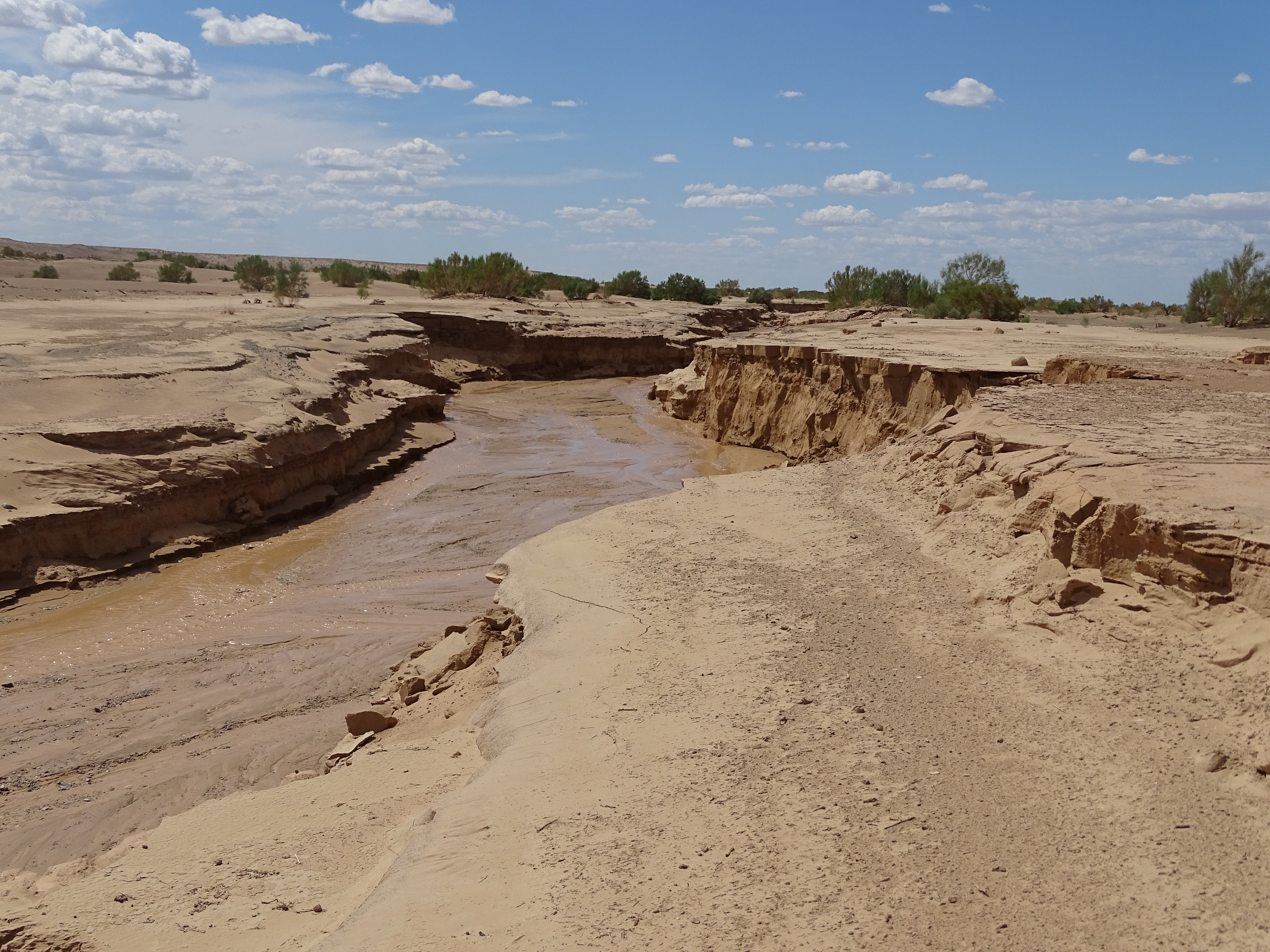
Woestijnrivier in N.P. Govĭ Gurvan Sajhan.
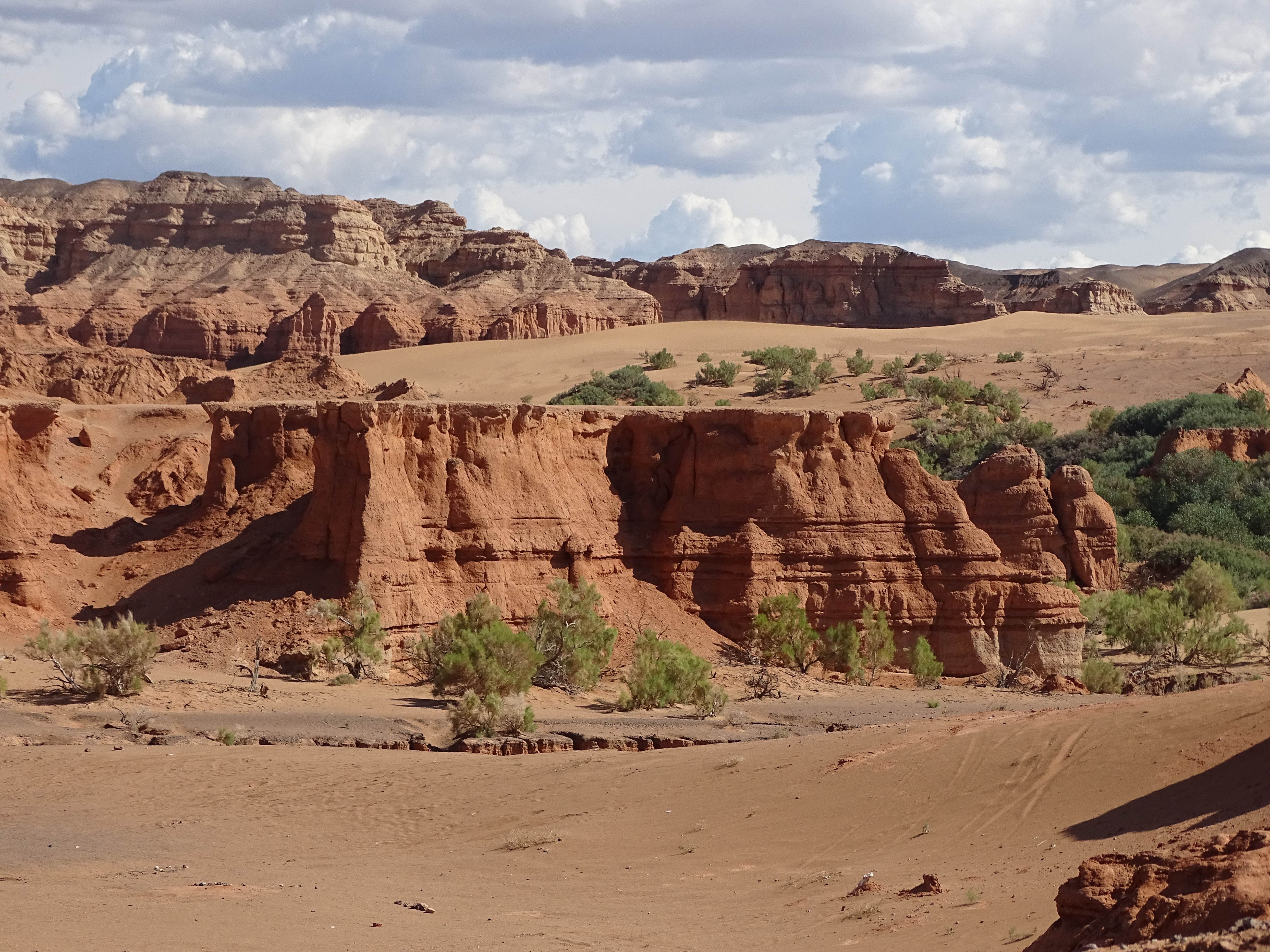
Rotsformaties van Kermen Tsav.
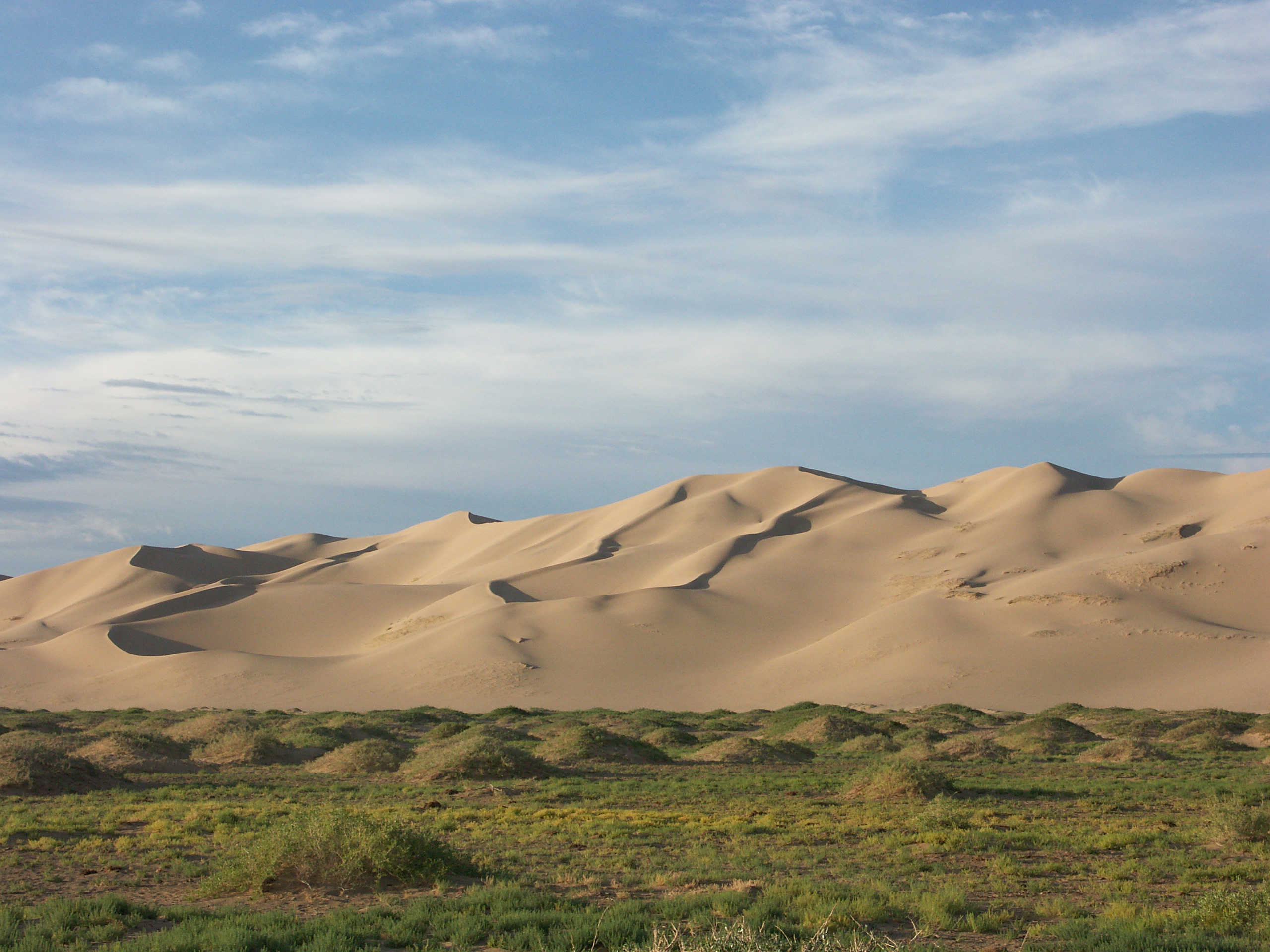
Zandduinen van Chongoryn Els.
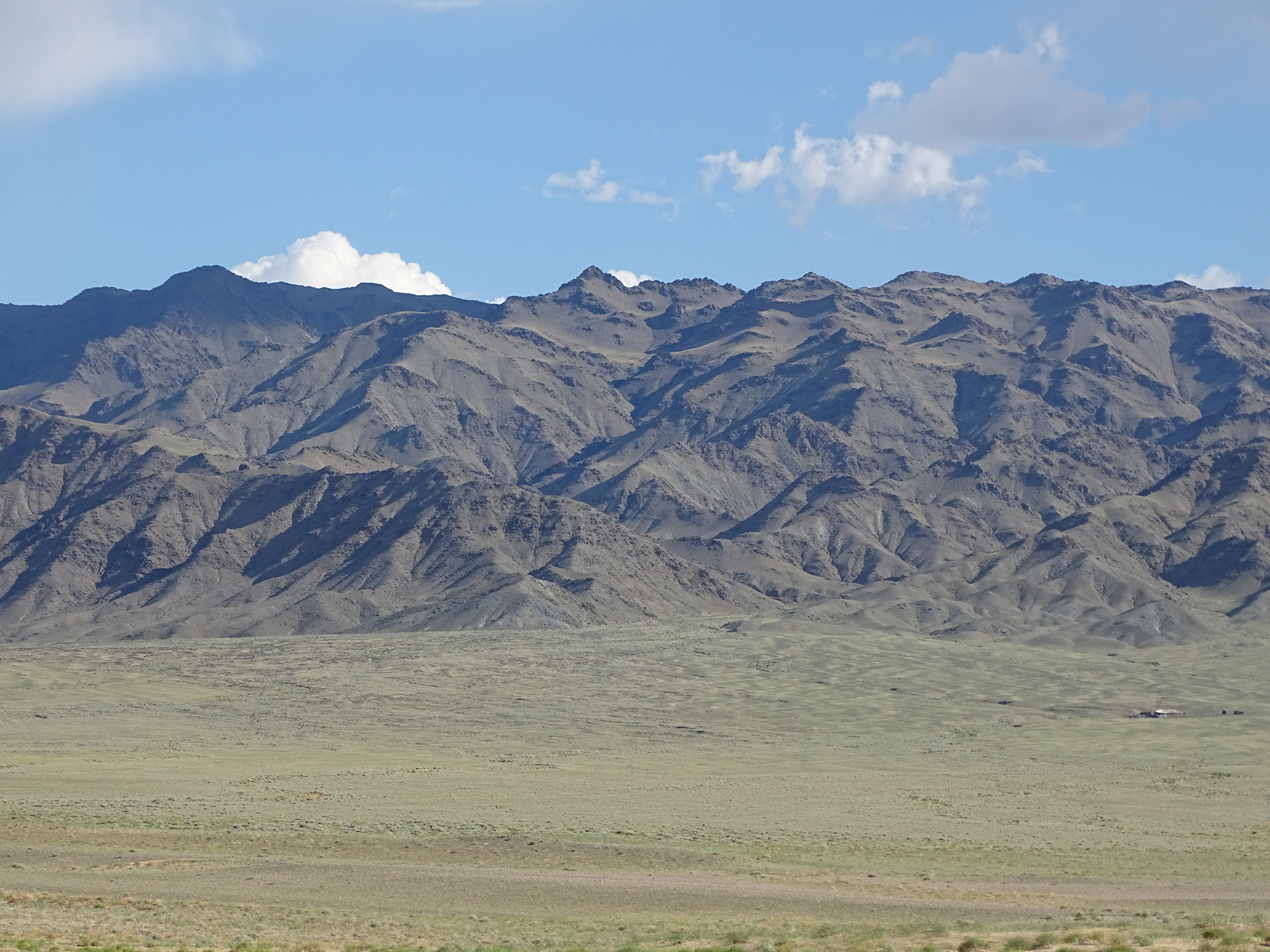
Steppen met op de achtergrond het imposante Gurvan-Sajhangebergte.
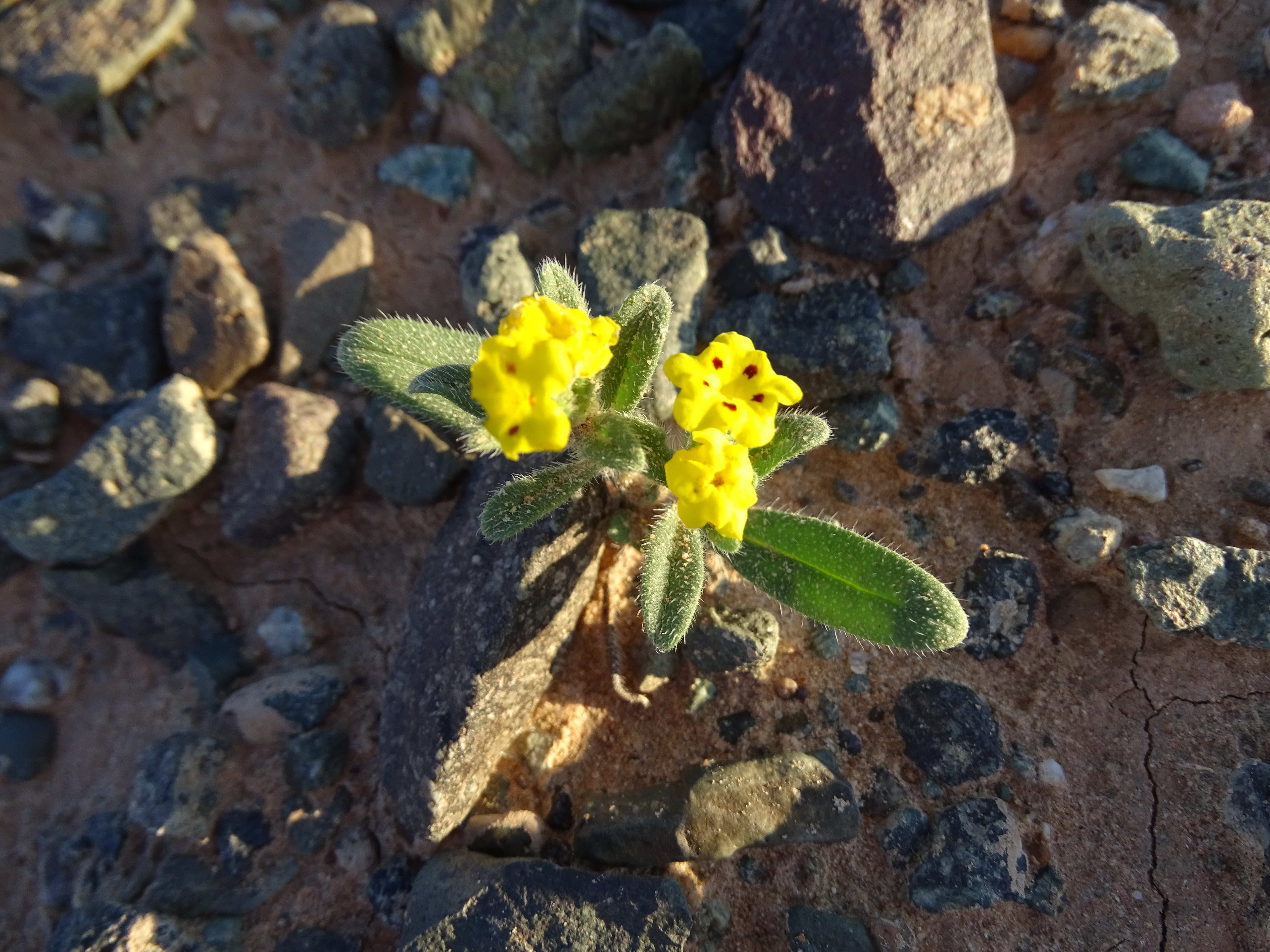
Woestijnplantje.

Altaj Tavan Bogd · 
Bulgan Gol · 
Darĭganga · 
Gorhi-Terelzj · 
Govĭ Gurvan Sajhan · 
Hangajn Nuruu · 
Han Höhii · 
Har Us Nuur · 
Horgo-Terhiin Tsagaan Nuur · 
Högnö-Tarna · 
Hövsgöl Nuur · 
Hustain Nuruu · 
Ih Bogd Uul · 
Ih Gazryn Tsjuulu · 
Mjangan Ugalzatyn · 
Mongol Els · 
Mönhhajrhan Uul · 
Nojon Hangaj · 
Öndörhaan Uul · 
Onon Balzj · 
Orhony Hödii · 
Siilhemiin Nuruu · 
Tarvagatajn Nuruu · 
Tengis-Sjesjgediin Golyn Aj Sav · 
Tsambagarav Uul · 
Tsjigertejn Golyn Aj Sav · 
Tuzjiin Nars · 
Ulaagtsjiny Har Nuur · 
Zar Bajdgariin Golyn Ehen Sav